# 錢偉健
錢偉健（Justin CHIN Wai-kin, 1987年-），香港政治人物，現任公民黨執行委員，擔任新界東地區支部主席。

## 政治生涯
- 2011年11月6日，參與香港區議會選舉（愉城選區），同區對手有經濟動力劉帶生及新民黨的梁家輝。

惟知名度不足，最終敗於新民黨的梁家輝，以743票（得票率：20.38%）落選。
- 2012年-2015年在新界東進行地區工作，建立地區網絡。
- 於新界東補選及其後9月的選舉，錢偉健均擔當黨友楊岳橋的地區統籌。至2016年11月19日，錢成為公民黨執行委員，接楊岳橋棒擔任新界東地區支部主席一職。

1. ↑  . 2011-11-07  [2016-12-04]. （原始内容存档于2011-12-28）.